# Анти-Руппа тема
Те́ма анти-Руппа — тема в шаховій композиції. Анти-форма теми Руппа. Суть теми — після вступного ходу білих розв'язуються чорна і біла фігури, а в тематичних варіантах чорні ці дві фігури одночасно зв'язують.

## Історія
Ця ідея походить від базової форми теми Руппа німецького шахового композитора Роберта Руппа (04.07.1901 — 28.03.1972). Анти-форма теми — це зміна базових тактичних моментів, характерних для основної форми теми, на протилежні тактичні моменти.
Отже, в базовій формі теми при вступному ході білих є одночасне зв'язування білої і чорної фігур, а в анти-формі навпаки — розв'язування білої фігури і чорної, далі в анти-формі у варіанті при захисті чорних зв'язуються чорна фігура і біла, а в базовій формі ходом чорних навпаки — розв'язуються чорна фігура і біла.
Ідея дістала назву тема анти-Руппа.
|   | a | b | c | d | e | f | g | h |   |
| 8 | a8 чорний кінь · d7 чорний пішак · g7 білий слон · a6 білий кінь · c6 чорний пішак · d6 білий пішак · a5 чорний пішак · b5 чорний пішак · c5 білий пішак · d5 чорний король · f5 чорний пішак · h5 чорна тура · d4 білий кінь · e4 чорний слон · g4 чорний пішак · g2 білий ферзь · h2 чорний пішак · c1 біла тура · e1 біла тура · f1 білий слон · h1 білий король | a8 чорний кінь · d7 чорний пішак · g7 білий слон · a6 білий кінь · c6 чорний пішак · d6 білий пішак · a5 чорний пішак · b5 чорний пішак · c5 білий пішак · d5 чорний король · f5 чорний пішак · h5 чорна тура · d4 білий кінь · e4 чорний слон · g4 чорний пішак · g2 білий ферзь · h2 чорний пішак · c1 біла тура · e1 біла тура · f1 білий слон · h1 білий король | a8 чорний кінь · d7 чорний пішак · g7 білий слон · a6 білий кінь · c6 чорний пішак · d6 білий пішак · a5 чорний пішак · b5 чорний пішак · c5 білий пішак · d5 чорний король · f5 чорний пішак · h5 чорна тура · d4 білий кінь · e4 чорний слон · g4 чорний пішак · g2 білий ферзь · h2 чорний пішак · c1 біла тура · e1 біла тура · f1 білий слон · h1 білий король | a8 чорний кінь · d7 чорний пішак · g7 білий слон · a6 білий кінь · c6 чорний пішак · d6 білий пішак · a5 чорний пішак · b5 чорний пішак · c5 білий пішак · d5 чорний король · f5 чорний пішак · h5 чорна тура · d4 білий кінь · e4 чорний слон · g4 чорний пішак · g2 білий ферзь · h2 чорний пішак · c1 біла тура · e1 біла тура · f1 білий слон · h1 білий король | a8 чорний кінь · d7 чорний пішак · g7 білий слон · a6 білий кінь · c6 чорний пішак · d6 білий пішак · a5 чорний пішак · b5 чорний пішак · c5 білий пішак · d5 чорний король · f5 чорний пішак · h5 чорна тура · d4 білий кінь · e4 чорний слон · g4 чорний пішак · g2 білий ферзь · h2 чорний пішак · c1 біла тура · e1 біла тура · f1 білий слон · h1 білий король | a8 чорний кінь · d7 чорний пішак · g7 білий слон · a6 білий кінь · c6 чорний пішак · d6 білий пішак · a5 чорний пішак · b5 чорний пішак · c5 білий пішак · d5 чорний король · f5 чорний пішак · h5 чорна тура · d4 білий кінь · e4 чорний слон · g4 чорний пішак · g2 білий ферзь · h2 чорний пішак · c1 біла тура · e1 біла тура · f1 білий слон · h1 білий король | a8 чорний кінь · d7 чорний пішак · g7 білий слон · a6 білий кінь · c6 чорний пішак · d6 білий пішак · a5 чорний пішак · b5 чорний пішак · c5 білий пішак · d5 чорний король · f5 чорний пішак · h5 чорна тура · d4 білий кінь · e4 чорний слон · g4 чорний пішак · g2 білий ферзь · h2 чорний пішак · c1 біла тура · e1 біла тура · f1 білий слон · h1 білий король | a8 чорний кінь · d7 чорний пішак · g7 білий слон · a6 білий кінь · c6 чорний пішак · d6 білий пішак · a5 чорний пішак · b5 чорний пішак · c5 білий пішак · d5 чорний король · f5 чорний пішак · h5 чорна тура · d4 білий кінь · e4 чорний слон · g4 чорний пішак · g2 білий ферзь · h2 чорний пішак · c1 біла тура · e1 біла тура · f1 білий слон · h1 білий король | 8 |
| 7 | a8 чорний кінь · d7 чорний пішак · g7 білий слон · a6 білий кінь · c6 чорний пішак · d6 білий пішак · a5 чорний пішак · b5 чорний пішак · c5 білий пішак · d5 чорний король · f5 чорний пішак · h5 чорна тура · d4 білий кінь · e4 чорний слон · g4 чорний пішак · g2 білий ферзь · h2 чорний пішак · c1 біла тура · e1 біла тура · f1 білий слон · h1 білий король | a8 чорний кінь · d7 чорний пішак · g7 білий слон · a6 білий кінь · c6 чорний пішак · d6 білий пішак · a5 чорний пішак · b5 чорний пішак · c5 білий пішак · d5 чорний король · f5 чорний пішак · h5 чорна тура · d4 білий кінь · e4 чорний слон · g4 чорний пішак · g2 білий ферзь · h2 чорний пішак · c1 біла тура · e1 біла тура · f1 білий слон · h1 білий король | a8 чорний кінь · d7 чорний пішак · g7 білий слон · a6 білий кінь · c6 чорний пішак · d6 білий пішак · a5 чорний пішак · b5 чорний пішак · c5 білий пішак · d5 чорний король · f5 чорний пішак · h5 чорна тура · d4 білий кінь · e4 чорний слон · g4 чорний пішак · g2 білий ферзь · h2 чорний пішак · c1 біла тура · e1 біла тура · f1 білий слон · h1 білий король | a8 чорний кінь · d7 чорний пішак · g7 білий слон · a6 білий кінь · c6 чорний пішак · d6 білий пішак · a5 чорний пішак · b5 чорний пішак · c5 білий пішак · d5 чорний король · f5 чорний пішак · h5 чорна тура · d4 білий кінь · e4 чорний слон · g4 чорний пішак · g2 білий ферзь · h2 чорний пішак · c1 біла тура · e1 біла тура · f1 білий слон · h1 білий король | a8 чорний кінь · d7 чорний пішак · g7 білий слон · a6 білий кінь · c6 чорний пішак · d6 білий пішак · a5 чорний пішак · b5 чорний пішак · c5 білий пішак · d5 чорний король · f5 чорний пішак · h5 чорна тура · d4 білий кінь · e4 чорний слон · g4 чорний пішак · g2 білий ферзь · h2 чорний пішак · c1 біла тура · e1 біла тура · f1 білий слон · h1 білий король | a8 чорний кінь · d7 чорний пішак · g7 білий слон · a6 білий кінь · c6 чорний пішак · d6 білий пішак · a5 чорний пішак · b5 чорний пішак · c5 білий пішак · d5 чорний король · f5 чорний пішак · h5 чорна тура · d4 білий кінь · e4 чорний слон · g4 чорний пішак · g2 білий ферзь · h2 чорний пішак · c1 біла тура · e1 біла тура · f1 білий слон · h1 білий король | a8 чорний кінь · d7 чорний пішак · g7 білий слон · a6 білий кінь · c6 чорний пішак · d6 білий пішак · a5 чорний пішак · b5 чорний пішак · c5 білий пішак · d5 чорний король · f5 чорний пішак · h5 чорна тура · d4 білий кінь · e4 чорний слон · g4 чорний пішак · g2 білий ферзь · h2 чорний пішак · c1 біла тура · e1 біла тура · f1 білий слон · h1 білий король | a8 чорний кінь · d7 чорний пішак · g7 білий слон · a6 білий кінь · c6 чорний пішак · d6 білий пішак · a5 чорний пішак · b5 чорний пішак · c5 білий пішак · d5 чорний король · f5 чорний пішак · h5 чорна тура · d4 білий кінь · e4 чорний слон · g4 чорний пішак · g2 білий ферзь · h2 чорний пішак · c1 біла тура · e1 біла тура · f1 білий слон · h1 білий король | 7 |
| 6 | a8 чорний кінь · d7 чорний пішак · g7 білий слон · a6 білий кінь · c6 чорний пішак · d6 білий пішак · a5 чорний пішак · b5 чорний пішак · c5 білий пішак · d5 чорний король · f5 чорний пішак · h5 чорна тура · d4 білий кінь · e4 чорний слон · g4 чорний пішак · g2 білий ферзь · h2 чорний пішак · c1 біла тура · e1 біла тура · f1 білий слон · h1 білий король | a8 чорний кінь · d7 чорний пішак · g7 білий слон · a6 білий кінь · c6 чорний пішак · d6 білий пішак · a5 чорний пішак · b5 чорний пішак · c5 білий пішак · d5 чорний король · f5 чорний пішак · h5 чорна тура · d4 білий кінь · e4 чорний слон · g4 чорний пішак · g2 білий ферзь · h2 чорний пішак · c1 біла тура · e1 біла тура · f1 білий слон · h1 білий король | a8 чорний кінь · d7 чорний пішак · g7 білий слон · a6 білий кінь · c6 чорний пішак · d6 білий пішак · a5 чорний пішак · b5 чорний пішак · c5 білий пішак · d5 чорний король · f5 чорний пішак · h5 чорна тура · d4 білий кінь · e4 чорний слон · g4 чорний пішак · g2 білий ферзь · h2 чорний пішак · c1 біла тура · e1 біла тура · f1 білий слон · h1 білий король | a8 чорний кінь · d7 чорний пішак · g7 білий слон · a6 білий кінь · c6 чорний пішак · d6 білий пішак · a5 чорний пішак · b5 чорний пішак · c5 білий пішак · d5 чорний король · f5 чорний пішак · h5 чорна тура · d4 білий кінь · e4 чорний слон · g4 чорний пішак · g2 білий ферзь · h2 чорний пішак · c1 біла тура · e1 біла тура · f1 білий слон · h1 білий король | a8 чорний кінь · d7 чорний пішак · g7 білий слон · a6 білий кінь · c6 чорний пішак · d6 білий пішак · a5 чорний пішак · b5 чорний пішак · c5 білий пішак · d5 чорний король · f5 чорний пішак · h5 чорна тура · d4 білий кінь · e4 чорний слон · g4 чорний пішак · g2 білий ферзь · h2 чорний пішак · c1 біла тура · e1 біла тура · f1 білий слон · h1 білий король | a8 чорний кінь · d7 чорний пішак · g7 білий слон · a6 білий кінь · c6 чорний пішак · d6 білий пішак · a5 чорний пішак · b5 чорний пішак · c5 білий пішак · d5 чорний король · f5 чорний пішак · h5 чорна тура · d4 білий кінь · e4 чорний слон · g4 чорний пішак · g2 білий ферзь · h2 чорний пішак · c1 біла тура · e1 біла тура · f1 білий слон · h1 білий король | a8 чорний кінь · d7 чорний пішак · g7 білий слон · a6 білий кінь · c6 чорний пішак · d6 білий пішак · a5 чорний пішак · b5 чорний пішак · c5 білий пішак · d5 чорний король · f5 чорний пішак · h5 чорна тура · d4 білий кінь · e4 чорний слон · g4 чорний пішак · g2 білий ферзь · h2 чорний пішак · c1 біла тура · e1 біла тура · f1 білий слон · h1 білий король | a8 чорний кінь · d7 чорний пішак · g7 білий слон · a6 білий кінь · c6 чорний пішак · d6 білий пішак · a5 чорний пішак · b5 чорний пішак · c5 білий пішак · d5 чорний король · f5 чорний пішак · h5 чорна тура · d4 білий кінь · e4 чорний слон · g4 чорний пішак · g2 білий ферзь · h2 чорний пішак · c1 біла тура · e1 біла тура · f1 білий слон · h1 білий король | 6 |
| 5 | a8 чорний кінь · d7 чорний пішак · g7 білий слон · a6 білий кінь · c6 чорний пішак · d6 білий пішак · a5 чорний пішак · b5 чорний пішак · c5 білий пішак · d5 чорний король · f5 чорний пішак · h5 чорна тура · d4 білий кінь · e4 чорний слон · g4 чорний пішак · g2 білий ферзь · h2 чорний пішак · c1 біла тура · e1 біла тура · f1 білий слон · h1 білий король | a8 чорний кінь · d7 чорний пішак · g7 білий слон · a6 білий кінь · c6 чорний пішак · d6 білий пішак · a5 чорний пішак · b5 чорний пішак · c5 білий пішак · d5 чорний король · f5 чорний пішак · h5 чорна тура · d4 білий кінь · e4 чорний слон · g4 чорний пішак · g2 білий ферзь · h2 чорний пішак · c1 біла тура · e1 біла тура · f1 білий слон · h1 білий король | a8 чорний кінь · d7 чорний пішак · g7 білий слон · a6 білий кінь · c6 чорний пішак · d6 білий пішак · a5 чорний пішак · b5 чорний пішак · c5 білий пішак · d5 чорний король · f5 чорний пішак · h5 чорна тура · d4 білий кінь · e4 чорний слон · g4 чорний пішак · g2 білий ферзь · h2 чорний пішак · c1 біла тура · e1 біла тура · f1 білий слон · h1 білий король | a8 чорний кінь · d7 чорний пішак · g7 білий слон · a6 білий кінь · c6 чорний пішак · d6 білий пішак · a5 чорний пішак · b5 чорний пішак · c5 білий пішак · d5 чорний король · f5 чорний пішак · h5 чорна тура · d4 білий кінь · e4 чорний слон · g4 чорний пішак · g2 білий ферзь · h2 чорний пішак · c1 біла тура · e1 біла тура · f1 білий слон · h1 білий король | a8 чорний кінь · d7 чорний пішак · g7 білий слон · a6 білий кінь · c6 чорний пішак · d6 білий пішак · a5 чорний пішак · b5 чорний пішак · c5 білий пішак · d5 чорний король · f5 чорний пішак · h5 чорна тура · d4 білий кінь · e4 чорний слон · g4 чорний пішак · g2 білий ферзь · h2 чорний пішак · c1 біла тура · e1 біла тура · f1 білий слон · h1 білий король | a8 чорний кінь · d7 чорний пішак · g7 білий слон · a6 білий кінь · c6 чорний пішак · d6 білий пішак · a5 чорний пішак · b5 чорний пішак · c5 білий пішак · d5 чорний король · f5 чорний пішак · h5 чорна тура · d4 білий кінь · e4 чорний слон · g4 чорний пішак · g2 білий ферзь · h2 чорний пішак · c1 біла тура · e1 біла тура · f1 білий слон · h1 білий король | a8 чорний кінь · d7 чорний пішак · g7 білий слон · a6 білий кінь · c6 чорний пішак · d6 білий пішак · a5 чорний пішак · b5 чорний пішак · c5 білий пішак · d5 чорний король · f5 чорний пішак · h5 чорна тура · d4 білий кінь · e4 чорний слон · g4 чорний пішак · g2 білий ферзь · h2 чорний пішак · c1 біла тура · e1 біла тура · f1 білий слон · h1 білий король | a8 чорний кінь · d7 чорний пішак · g7 білий слон · a6 білий кінь · c6 чорний пішак · d6 білий пішак · a5 чорний пішак · b5 чорний пішак · c5 білий пішак · d5 чорний король · f5 чорний пішак · h5 чорна тура · d4 білий кінь · e4 чорний слон · g4 чорний пішак · g2 білий ферзь · h2 чорний пішак · c1 біла тура · e1 біла тура · f1 білий слон · h1 білий король | 5 |
| 4 | a8 чорний кінь · d7 чорний пішак · g7 білий слон · a6 білий кінь · c6 чорний пішак · d6 білий пішак · a5 чорний пішак · b5 чорний пішак · c5 білий пішак · d5 чорний король · f5 чорний пішак · h5 чорна тура · d4 білий кінь · e4 чорний слон · g4 чорний пішак · g2 білий ферзь · h2 чорний пішак · c1 біла тура · e1 біла тура · f1 білий слон · h1 білий король | a8 чорний кінь · d7 чорний пішак · g7 білий слон · a6 білий кінь · c6 чорний пішак · d6 білий пішак · a5 чорний пішак · b5 чорний пішак · c5 білий пішак · d5 чорний король · f5 чорний пішак · h5 чорна тура · d4 білий кінь · e4 чорний слон · g4 чорний пішак · g2 білий ферзь · h2 чорний пішак · c1 біла тура · e1 біла тура · f1 білий слон · h1 білий король | a8 чорний кінь · d7 чорний пішак · g7 білий слон · a6 білий кінь · c6 чорний пішак · d6 білий пішак · a5 чорний пішак · b5 чорний пішак · c5 білий пішак · d5 чорний король · f5 чорний пішак · h5 чорна тура · d4 білий кінь · e4 чорний слон · g4 чорний пішак · g2 білий ферзь · h2 чорний пішак · c1 біла тура · e1 біла тура · f1 білий слон · h1 білий король | a8 чорний кінь · d7 чорний пішак · g7 білий слон · a6 білий кінь · c6 чорний пішак · d6 білий пішак · a5 чорний пішак · b5 чорний пішак · c5 білий пішак · d5 чорний король · f5 чорний пішак · h5 чорна тура · d4 білий кінь · e4 чорний слон · g4 чорний пішак · g2 білий ферзь · h2 чорний пішак · c1 біла тура · e1 біла тура · f1 білий слон · h1 білий король | a8 чорний кінь · d7 чорний пішак · g7 білий слон · a6 білий кінь · c6 чорний пішак · d6 білий пішак · a5 чорний пішак · b5 чорний пішак · c5 білий пішак · d5 чорний король · f5 чорний пішак · h5 чорна тура · d4 білий кінь · e4 чорний слон · g4 чорний пішак · g2 білий ферзь · h2 чорний пішак · c1 біла тура · e1 біла тура · f1 білий слон · h1 білий король | a8 чорний кінь · d7 чорний пішак · g7 білий слон · a6 білий кінь · c6 чорний пішак · d6 білий пішак · a5 чорний пішак · b5 чорний пішак · c5 білий пішак · d5 чорний король · f5 чорний пішак · h5 чорна тура · d4 білий кінь · e4 чорний слон · g4 чорний пішак · g2 білий ферзь · h2 чорний пішак · c1 біла тура · e1 біла тура · f1 білий слон · h1 білий король | a8 чорний кінь · d7 чорний пішак · g7 білий слон · a6 білий кінь · c6 чорний пішак · d6 білий пішак · a5 чорний пішак · b5 чорний пішак · c5 білий пішак · d5 чорний король · f5 чорний пішак · h5 чорна тура · d4 білий кінь · e4 чорний слон · g4 чорний пішак · g2 білий ферзь · h2 чорний пішак · c1 біла тура · e1 біла тура · f1 білий слон · h1 білий король | a8 чорний кінь · d7 чорний пішак · g7 білий слон · a6 білий кінь · c6 чорний пішак · d6 білий пішак · a5 чорний пішак · b5 чорний пішак · c5 білий пішак · d5 чорний король · f5 чорний пішак · h5 чорна тура · d4 білий кінь · e4 чорний слон · g4 чорний пішак · g2 білий ферзь · h2 чорний пішак · c1 біла тура · e1 біла тура · f1 білий слон · h1 білий король | 4 |
| 3 | a8 чорний кінь · d7 чорний пішак · g7 білий слон · a6 білий кінь · c6 чорний пішак · d6 білий пішак · a5 чорний пішак · b5 чорний пішак · c5 білий пішак · d5 чорний король · f5 чорний пішак · h5 чорна тура · d4 білий кінь · e4 чорний слон · g4 чорний пішак · g2 білий ферзь · h2 чорний пішак · c1 біла тура · e1 біла тура · f1 білий слон · h1 білий король | a8 чорний кінь · d7 чорний пішак · g7 білий слон · a6 білий кінь · c6 чорний пішак · d6 білий пішак · a5 чорний пішак · b5 чорний пішак · c5 білий пішак · d5 чорний король · f5 чорний пішак · h5 чорна тура · d4 білий кінь · e4 чорний слон · g4 чорний пішак · g2 білий ферзь · h2 чорний пішак · c1 біла тура · e1 біла тура · f1 білий слон · h1 білий король | a8 чорний кінь · d7 чорний пішак · g7 білий слон · a6 білий кінь · c6 чорний пішак · d6 білий пішак · a5 чорний пішак · b5 чорний пішак · c5 білий пішак · d5 чорний король · f5 чорний пішак · h5 чорна тура · d4 білий кінь · e4 чорний слон · g4 чорний пішак · g2 білий ферзь · h2 чорний пішак · c1 біла тура · e1 біла тура · f1 білий слон · h1 білий король | a8 чорний кінь · d7 чорний пішак · g7 білий слон · a6 білий кінь · c6 чорний пішак · d6 білий пішак · a5 чорний пішак · b5 чорний пішак · c5 білий пішак · d5 чорний король · f5 чорний пішак · h5 чорна тура · d4 білий кінь · e4 чорний слон · g4 чорний пішак · g2 білий ферзь · h2 чорний пішак · c1 біла тура · e1 біла тура · f1 білий слон · h1 білий король | a8 чорний кінь · d7 чорний пішак · g7 білий слон · a6 білий кінь · c6 чорний пішак · d6 білий пішак · a5 чорний пішак · b5 чорний пішак · c5 білий пішак · d5 чорний король · f5 чорний пішак · h5 чорна тура · d4 білий кінь · e4 чорний слон · g4 чорний пішак · g2 білий ферзь · h2 чорний пішак · c1 біла тура · e1 біла тура · f1 білий слон · h1 білий король | a8 чорний кінь · d7 чорний пішак · g7 білий слон · a6 білий кінь · c6 чорний пішак · d6 білий пішак · a5 чорний пішак · b5 чорний пішак · c5 білий пішак · d5 чорний король · f5 чорний пішак · h5 чорна тура · d4 білий кінь · e4 чорний слон · g4 чорний пішак · g2 білий ферзь · h2 чорний пішак · c1 біла тура · e1 біла тура · f1 білий слон · h1 білий король | a8 чорний кінь · d7 чорний пішак · g7 білий слон · a6 білий кінь · c6 чорний пішак · d6 білий пішак · a5 чорний пішак · b5 чорний пішак · c5 білий пішак · d5 чорний король · f5 чорний пішак · h5 чорна тура · d4 білий кінь · e4 чорний слон · g4 чорний пішак · g2 білий ферзь · h2 чорний пішак · c1 біла тура · e1 біла тура · f1 білий слон · h1 білий король | a8 чорний кінь · d7 чорний пішак · g7 білий слон · a6 білий кінь · c6 чорний пішак · d6 білий пішак · a5 чорний пішак · b5 чорний пішак · c5 білий пішак · d5 чорний король · f5 чорний пішак · h5 чорна тура · d4 білий кінь · e4 чорний слон · g4 чорний пішак · g2 білий ферзь · h2 чорний пішак · c1 біла тура · e1 біла тура · f1 білий слон · h1 білий король | 3 |
| 2 | a8 чорний кінь · d7 чорний пішак · g7 білий слон · a6 білий кінь · c6 чорний пішак · d6 білий пішак · a5 чорний пішак · b5 чорний пішак · c5 білий пішак · d5 чорний король · f5 чорний пішак · h5 чорна тура · d4 білий кінь · e4 чорний слон · g4 чорний пішак · g2 білий ферзь · h2 чорний пішак · c1 біла тура · e1 біла тура · f1 білий слон · h1 білий король | a8 чорний кінь · d7 чорний пішак · g7 білий слон · a6 білий кінь · c6 чорний пішак · d6 білий пішак · a5 чорний пішак · b5 чорний пішак · c5 білий пішак · d5 чорний король · f5 чорний пішак · h5 чорна тура · d4 білий кінь · e4 чорний слон · g4 чорний пішак · g2 білий ферзь · h2 чорний пішак · c1 біла тура · e1 біла тура · f1 білий слон · h1 білий король | a8 чорний кінь · d7 чорний пішак · g7 білий слон · a6 білий кінь · c6 чорний пішак · d6 білий пішак · a5 чорний пішак · b5 чорний пішак · c5 білий пішак · d5 чорний король · f5 чорний пішак · h5 чорна тура · d4 білий кінь · e4 чорний слон · g4 чорний пішак · g2 білий ферзь · h2 чорний пішак · c1 біла тура · e1 біла тура · f1 білий слон · h1 білий король | a8 чорний кінь · d7 чорний пішак · g7 білий слон · a6 білий кінь · c6 чорний пішак · d6 білий пішак · a5 чорний пішак · b5 чорний пішак · c5 білий пішак · d5 чорний король · f5 чорний пішак · h5 чорна тура · d4 білий кінь · e4 чорний слон · g4 чорний пішак · g2 білий ферзь · h2 чорний пішак · c1 біла тура · e1 біла тура · f1 білий слон · h1 білий король | a8 чорний кінь · d7 чорний пішак · g7 білий слон · a6 білий кінь · c6 чорний пішак · d6 білий пішак · a5 чорний пішак · b5 чорний пішак · c5 білий пішак · d5 чорний король · f5 чорний пішак · h5 чорна тура · d4 білий кінь · e4 чорний слон · g4 чорний пішак · g2 білий ферзь · h2 чорний пішак · c1 біла тура · e1 біла тура · f1 білий слон · h1 білий король | a8 чорний кінь · d7 чорний пішак · g7 білий слон · a6 білий кінь · c6 чорний пішак · d6 білий пішак · a5 чорний пішак · b5 чорний пішак · c5 білий пішак · d5 чорний король · f5 чорний пішак · h5 чорна тура · d4 білий кінь · e4 чорний слон · g4 чорний пішак · g2 білий ферзь · h2 чорний пішак · c1 біла тура · e1 біла тура · f1 білий слон · h1 білий король | a8 чорний кінь · d7 чорний пішак · g7 білий слон · a6 білий кінь · c6 чорний пішак · d6 білий пішак · a5 чорний пішак · b5 чорний пішак · c5 білий пішак · d5 чорний король · f5 чорний пішак · h5 чорна тура · d4 білий кінь · e4 чорний слон · g4 чорний пішак · g2 білий ферзь · h2 чорний пішак · c1 біла тура · e1 біла тура · f1 білий слон · h1 білий король | a8 чорний кінь · d7 чорний пішак · g7 білий слон · a6 білий кінь · c6 чорний пішак · d6 білий пішак · a5 чорний пішак · b5 чорний пішак · c5 білий пішак · d5 чорний король · f5 чорний пішак · h5 чорна тура · d4 білий кінь · e4 чорний слон · g4 чорний пішак · g2 білий ферзь · h2 чорний пішак · c1 біла тура · e1 біла тура · f1 білий слон · h1 білий король | 2 |
| 1 | a8 чорний кінь · d7 чорний пішак · g7 білий слон · a6 білий кінь · c6 чорний пішак · d6 білий пішак · a5 чорний пішак · b5 чорний пішак · c5 білий пішак · d5 чорний король · f5 чорний пішак · h5 чорна тура · d4 білий кінь · e4 чорний слон · g4 чорний пішак · g2 білий ферзь · h2 чорний пішак · c1 біла тура · e1 біла тура · f1 білий слон · h1 білий король | a8 чорний кінь · d7 чорний пішак · g7 білий слон · a6 білий кінь · c6 чорний пішак · d6 білий пішак · a5 чорний пішак · b5 чорний пішак · c5 білий пішак · d5 чорний король · f5 чорний пішак · h5 чорна тура · d4 білий кінь · e4 чорний слон · g4 чорний пішак · g2 білий ферзь · h2 чорний пішак · c1 біла тура · e1 біла тура · f1 білий слон · h1 білий король | a8 чорний кінь · d7 чорний пішак · g7 білий слон · a6 білий кінь · c6 чорний пішак · d6 білий пішак · a5 чорний пішак · b5 чорний пішак · c5 білий пішак · d5 чорний король · f5 чорний пішак · h5 чорна тура · d4 білий кінь · e4 чорний слон · g4 чорний пішак · g2 білий ферзь · h2 чорний пішак · c1 біла тура · e1 біла тура · f1 білий слон · h1 білий король | a8 чорний кінь · d7 чорний пішак · g7 білий слон · a6 білий кінь · c6 чорний пішак · d6 білий пішак · a5 чорний пішак · b5 чорний пішак · c5 білий пішак · d5 чорний король · f5 чорний пішак · h5 чорна тура · d4 білий кінь · e4 чорний слон · g4 чорний пішак · g2 білий ферзь · h2 чорний пішак · c1 біла тура · e1 біла тура · f1 білий слон · h1 білий король | a8 чорний кінь · d7 чорний пішак · g7 білий слон · a6 білий кінь · c6 чорний пішак · d6 білий пішак · a5 чорний пішак · b5 чорний пішак · c5 білий пішак · d5 чорний король · f5 чорний пішак · h5 чорна тура · d4 білий кінь · e4 чорний слон · g4 чорний пішак · g2 білий ферзь · h2 чорний пішак · c1 біла тура · e1 біла тура · f1 білий слон · h1 білий король | a8 чорний кінь · d7 чорний пішак · g7 білий слон · a6 білий кінь · c6 чорний пішак · d6 білий пішак · a5 чорний пішак · b5 чорний пішак · c5 білий пішак · d5 чорний король · f5 чорний пішак · h5 чорна тура · d4 білий кінь · e4 чорний слон · g4 чорний пішак · g2 білий ферзь · h2 чорний пішак · c1 біла тура · e1 біла тура · f1 білий слон · h1 білий король | a8 чорний кінь · d7 чорний пішак · g7 білий слон · a6 білий кінь · c6 чорний пішак · d6 білий пішак · a5 чорний пішак · b5 чорний пішак · c5 білий пішак · d5 чорний король · f5 чорний пішак · h5 чорна тура · d4 білий кінь · e4 чорний слон · g4 чорний пішак · g2 білий ферзь · h2 чорний пішак · c1 біла тура · e1 біла тура · f1 білий слон · h1 білий король | a8 чорний кінь · d7 чорний пішак · g7 білий слон · a6 білий кінь · c6 чорний пішак · d6 білий пішак · a5 чорний пішак · b5 чорний пішак · c5 білий пішак · d5 чорний король · f5 чорний пішак · h5 чорна тура · d4 білий кінь · e4 чорний слон · g4 чорний пішак · g2 білий ферзь · h2 чорний пішак · c1 біла тура · e1 біла тура · f1 білий слон · h1 білий король | 1 |
|   | a | b | c | d | e | f | g | h |   |

FEN: n7/3p2B1/N1pP4/ppPk1p1r/3Nb1p1/8/6Qp/2R1RB1K

1. Sf3! ~ 1. Qa2#
1. ... Bxf3 2. Rcd1#

В початковій позиції білий ферзь зв'язаний чорним слоном, а чорний слон зв'язаний білим ферзем. Білі вступним ходом розв'язують і ферзя і чорного слона, виникає загроза. Чорні захищаючись від неї зв'язують ферзя, але й зв'язують свого слона, в результаті білі оголошують мат на зв'язку тематичного слона.